# Kevin Systrom
Kevin Systrom (Holliston, 30 dicembre 1983) è un imprenditore e informatico statunitense, cofondatore di Instagram.

## Biografia
Systrom è nato a Holliston, Massachusetts, figlio di Diane Pels, una dirigente di marketing, e Douglas Systrom, esperto in risorse umane. Ha frequentato la Middlesex School a Concord, Massachusetts, e si è laureato nel 2006 presso la Stanford University ottenendo un Bachelor of Science nella gestione della scienza e dell'ingegneria. A Stanford, era un membro della confraternita Sigma Nu. 
Durante gli anni universitari ha i primi approcci con il mondo del lavoro. Come membro del Mayfield Fellows Program della Stanford University lavora da stagista presso Odeo, la società che ha dato origine a Twitter. Dopo la laurea, ha lavorato per due anni a Google, occupandosi di Gmail, Google Calendar, Google Reader e dello sviluppo della piattaforma di Google Docs.
Dopo l'esperienza a Google, Systrom inizia a lavorare per il team NextStop, dove amplia le sue conoscenze nel campo della programmazione e fonda Burbn, un servizio di localizzazione e di condivisione basato su HTML5. Con l'aiuto di Mike Krieger, Burbn diventa un'applicazione per iPhone, ma con risultati fallimentari, a causa della dispersività e della difficoltà di utilizzo dell'app. Systrom e Krieger ripensano da capo il loro progetto in modo da permettere agli utenti di condividere e commentare fotografie, dando così origine a Instagram.
Instagram si dimostra un progetto vincente, che nel suo primo anno di vita conta oltre 10 milioni di utenti. Nell'aprile del 2012, Facebook annuncia di aver acquistato Instagram per 1 miliardo di dollari,  somma poi ridotta a 715 milioni di dollari. Dopo la cessione a Facebook, Systrom continua a ricoprire la carica di amministratore delegato di Instagram fino alle sue dimissioni nell'ottobre 2018.